# Anthomyia alishana
Anthomyia alishana är en tvåvingeart som beskrevs av Ackland och Masayoshi Suwa 1987. Anthomyia alishana ingår i släktet Anthomyia och familjen blomsterflugor.
Artens utbredningsområde är Taiwan. Inga underarter finns listade i Catalogue of Life.